# Anette Lykke Lundberg
Anette Lykke Lundberg, född 16 mars 1955 i Malmö, är en svensk filmklippare. Lundberg belönades med en Guldbagge 1993 i kategorin "Kreativa insatser".

## Arbete

### Regi
- Jag älskar mina barn, 1981
- En sommardag (med Viggo), 1985
- Mandelblom, kattfot & blå viol, 2011

### Klippning
- Ett anständigt liv, 1979
- Naturens hämnd, 1983
- Själen är större än världen, 1985
- Hotet, 1987
- Låt änglarna rida i pausen, 1987
- Brev till paradiset, 1989
- Tiden har inget namn, 1989
- Goda människor, 1990
- Jåvna - renskötare år 2000, 1992
- Ro ro till Fiskeskär, 1992
- Det sociala arvet (Den avslutande delen i en trilogi), 1993
- Nina älskling, 1994
- Same ätnam, 1994
- Rulla på, 1995
- Grynnan, 1996
- Älvakungen dyker upp, 1996
- Jag är din krigare, 1997
- Liv till varje pris, 1998, (konsult)
- De hemlösa, 2000
- Skönheten skall rädda världen, 2000
- Gästgivargår'n, 2001
- Ljudmilas röst, 2001
- Flickan från Auschwitz, 2005, (klippkonsult)
- Kor är fina (- vart tog alla mjölkkor vägen?), 2006
- Vakuum, 2006, (klippkonsult)

### Redigering
- Ljudmila & Anatolij, 2006

### Rådgivare
- Nålsögat, 2005, (klippkonsult)
- Tvätta med mig, 2006, (klippkonsult)
- Får jag lov - till den sista dansen? , 2008, (klippkonsult)

### Konstnärlig rådgivare
- Brev till paradiset, 1989